# Alois Hofer
Alois Hofer (* 1. Mai 1892 in Rechnitz; † 12. Jänner 1976 ebenda) war ein österreichischer Maurer und Politiker (SPÖ). Er war von 1947 bis 1949 Abgeordneter zum Burgenländischen Landtag.

## Leben
Alois Hofer wurde als Sohn des Maurers Franz Hofer aus Rechnitz geboren. Er besuchte die Volksschule in Rechnitz und arbeitete im Anschluss als Maurer zunächst in Westungarn, danach in Wien. Hofer leistete zwischen 1914 und 1918 seinen Militärdienst ab und war danach als Wanderarbeiter, Baupolier und später als Lohnverrechner beschäftigt.
Hofer war verheiratet. In Rechnitz ist die Alois Hofer-Gasse nach ihm benannt.

## Politik
Hofer wurde 1945 Vizebürgermeister von Rechnitz und hatte zwischen 1946 und 1962 das Amt des Bürgermeisters inne. Hofer wurde am 9. Oktober 1947 als Abgeordneter zum Burgenländischen Landtag angelobt und hatte das Amt bis zum 4. November 1949 inne. 